# Schloss Mirabell
Schloss Mirabell är ett slott i Österrike.   Det ligger i distriktet Salzburg Stadt och förbundslandet Salzburg, i den centrala delen av landet, 250 km väster om huvudstaden Wien. Schloss Mirabell ligger 426 meter över havet.
Terrängen runt Schloss Mirabell är varierad. Runt Schloss Mirabell är det ganska tätbefolkat, med 116 invånare per kvadratkilometer.. Närmaste större samhälle är Salzburg, 0,69 km söder om Schloss Mirabell.
Runt Schloss Mirabell är det i huvudsak tätbebyggt.